# Znak města Plzně
Znak Plzně, českého krajského a statutárního města v Plzeňské kraji má dvě verze a to znak velký a malý. Malý znak má podobu shodnou s podobou štítu velkého znaku, ale je bez honosných kusů a štítonoše.
Malý znak je uveden v Registru komunálních symbolů jako historický.
Malý znak je tvořen čtvrceným štítem s červeným středním štítkem. V něm na skále přirozené barvy hradba o pěti stínkách mezi dvěma věžemi, vše stříbrné. Věže mají černou branku, nad ní římsu se třemi stínkami, černé gotické okno převýšené vimperkem, podsebití a stanovou střechu zakončenou fiálou. V hradbě černá gotická brána provázená trojlístkovými okny. V bráně stojí doleva hledící král ve stříbrném brnění s červeným pláštěm, držící v pravici meč přeložený přes rameno a v levici červený štít s českým lvem. Na hlavě má přilbu s černým křídlem. Z hradby vyrůstá stříbrná prostovlasá dívka držící dva přivrácené praporce, pravý červený s českým lvem a levý modrý se stříbrno-červeně šachovanou orlicí. V 1. stříbrném poli dva odvrácené, vztyčené a dole spojené zlaté klíče. Ve 2. zlatém poli rytíř ve stříbrné zbrojí s levicí na zlatém jílci meče u pasu, pravicí přidržující před sebou pravou půli černého orla s červenou zbrojí. Ve 3. zeleném poli doleva vykračující zlatý dvouhrbý velbloud. Ve 4. červeném poli stříbrná chrtice ve skoku se zlatým obojkem s kroužkem.

## Blason
Současnou podobu a pravidla užívání městského znaku stanovuje Statut města Plzně v části šesté, Symboly a ceny města, článku 34. Znak města Plzně byl ve statutu dříve popsán blasonem takto:
| „ | Čtvrcený štít se srdečním štítkem. V prvním stříbrném poli jsou dva vzhůru postavené a od sebe odvrácené zlaté klíče dole svázané. V druhém zlatém poli je vpravo hledící stojící zbrojnoš ve stříbrném brnění s připásaným mečem se zlatým jilcem, levicí přidržovaným. V pravici drží pravou polovinu černého orla s červeným jazykem. V třetím zeleném poli je zlatý dvouhrbý velbloud vlevo kráčející. Ve čtvrtém červeném poli je stříbrná chrtice ve skoku se zdviženým ocasem, na krku se zlatým obojkem s kroužkem. Srdeční štítek je červený, na něm stříbrná hradba s římsou a cimbuřím o 5 stínkách mezi dvěma stříbrnými věžemi. Věže mají dole otevřenou branku, nad ní římsu s třemi stínkami, vysoké úzké okno s vimperkem, podsebití a jehlancovou střechu s fiálou. Uprostřed hradby je otevřená černá gotická brána, po jejích stranách trojlístková okna. V bráně stojí na skále vlevo hledící král ve stříbrném brnění v červeném plášti a v helmě s klenotem černého orlího křídla. V pravici drží o rameno opřený nahý meč, levicí si kryje hruď gotickým štítem, v němž je v červeném poli český lev. Nad cimbuřím vyrůstá stříbrná postava prostovlasé dívky, která drží v každé ruce prapor obrácený žerdí ven. V pravici je to červený prapor s českým lvem, v levici stříbrný prapor se svatováclavskou orlicí. Na štítě je vysoký zlatý kříž vztyčený na zeleném trojvrší, na němž je zlatými majuskulními písmeny nápis IN HOC/SI GNO/VINCES. Po obou stranách kříže se pne odspodu zelená olivová ratolest. Za spodními pahorky jsou dvě hrncové přilby od sebe odvrácené. Podle pravé přilby trčí kosmo vzhůru zespodu štítu halapartna, podél levé přilby šikmo zespodu štítu palcát (buzikán), obojí přirozené barvy. Štítonošem je anděl s mírně rozepjatými křídly, stojící na zeleném trávníku za štítem, rukama přidržující horní rohy štítu. Spodní šat anděla je zelený, plášť šedofialový, zlaté vlasy dolů splývající, na hlavě zlatou záři a křížek. | “ |

Text statutu byl v části věnované srdečnímu štítku ve znaku města později upraven a dnes je na stránkách města v části Statut města Plzně, Vyhláška č. 8/2001, Statut města, ve znění vyhlášek č. 12/2002, 3/2004, 20/2004, 17/2005, 14/2006, 20/2006, 1/2009, 3/2010, 14/2011, 9/2012, 3/2013, 11/2013, 7/2014, 4/2015, 9/2015, 5/2016, 5/2017, 6/2018 a 10/2018, tato změněná část zveřejněna v tomto znění:
| „ | (…) Nad cimbuřím vyrůstá stříbrná postava prostovlasé dívky, která drží v každé ruce prapor obrácený žerdí ven. V pravici je to červený prapor s českým lvem, v levici modrý prapor s moravskou nekorunovanou orlicí. (…) | “ |

## Historie
Nejstarší částí znaku města Plzně byla stříbrná chrtice v červeném poli. V době husitských válek si ji do znaku umístili měšťané, aby symbolizovala věrnost města císaři a českému králi.
Tento znak polepšil Zikmund Lucemburský roku 1434 o dvouhrbého velblouda, kterého Plzeňští vzali husitům při jejich neúspěšném obléhání Plzně. Při jednom z výpadů za městské hradby se Plzeňským podařilo ukořistit živého velblouda, kterého si sem přivezli sirotci pod vedením hejtmana Jana Čapka ze Sán jako dar polského krále Vladislava II. Jagello za pomoc v bojích proti řádu německých rytířů. Plzeňští přivedli odcizeného velblouda s velkou slávou do města a později ho darovali Norimberčanům. Husité po ztrátě velblouda zanechali obléhání a od Plzně odtáhli.
Papež Pavel II. roku 1466 obohatil Plzeňský znak o další dvě pole za věrnost Římu v boji proti králi Jiříkovi. Ta symbolizovala papežský úřad a poměr Čech k říši římské. Ve stříbrném poli dva zlaté papežské klíče (klíče sv. Petra) a ve zlatém poli zbrojnoš, držící v pravici pravou polovinu černého orla.
Sami Plzeňané si ve druhé polovině 15. století rozšířili znak o středový srdeční štítek s otevřenou městskou bránou s rytířem, který představoval zakladatele města Václava II. a nad branou je prostovlasá panna, držící dva praporce se znamením českého lva a moravské orlice. Moravská orlice byla městem dříve po nějakou dobu mylně považována za svatováclavskou orlici. Tento štítek je obrazem nejstarší městské pečeti z doby založení města v roce 1295 českým králem a moravským markrabětem Václavem II., který (tak jako jeho otec Přemysl Otakar II.) používal již jen znaků českého lva a moravské (nikoliv svatováclavské) orlice, jak vidíme na jejich panovnických pečetích, nebo v případě Václava II. na jeho vyobrazení v Codexu Manesse.
Plzeňský znak byl naposledy doplněn v roce 1578 papežem Řehořem XIII. opět za věrnost víře a církvi. Do znaku byl přidán štítonoš, anděl držící znak a zlatý kříž s olivovými ratolestmi vztyčený na zeleném trojvrší, na němž je zlatý nápis „In hoc signo vinces“ (V tomto znamení zvítězíš), dvě helmy, halapartna na pravé straně a na levé straně vojevůdcovská hůl – buzikán (palcát). Na listině Řehoře XIII., která je uložena v městském archivu, je plzeňský znak poprvé doložen barevně.